# Lorenzo Mosca

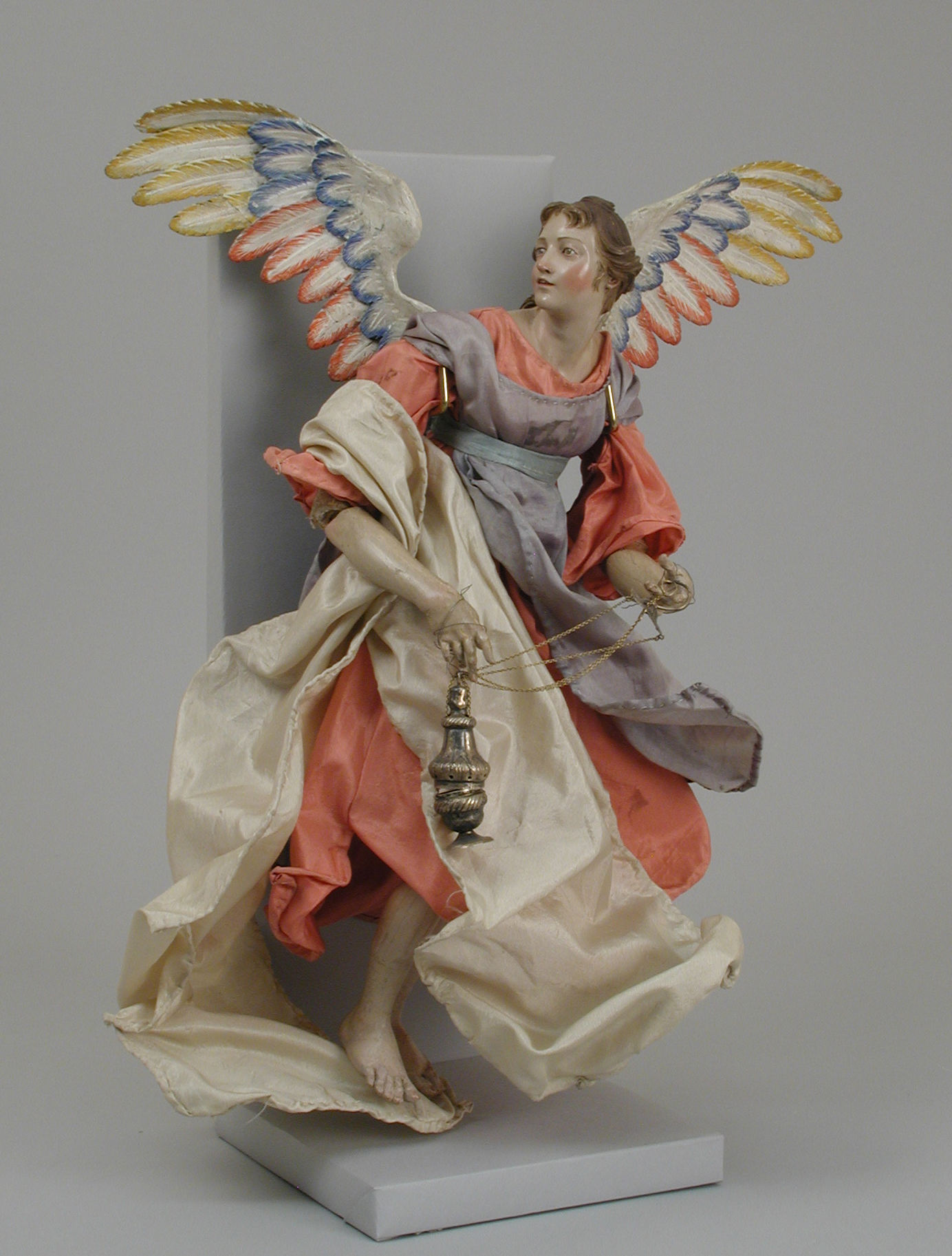
Lorenzo Mosca, Angelo MET

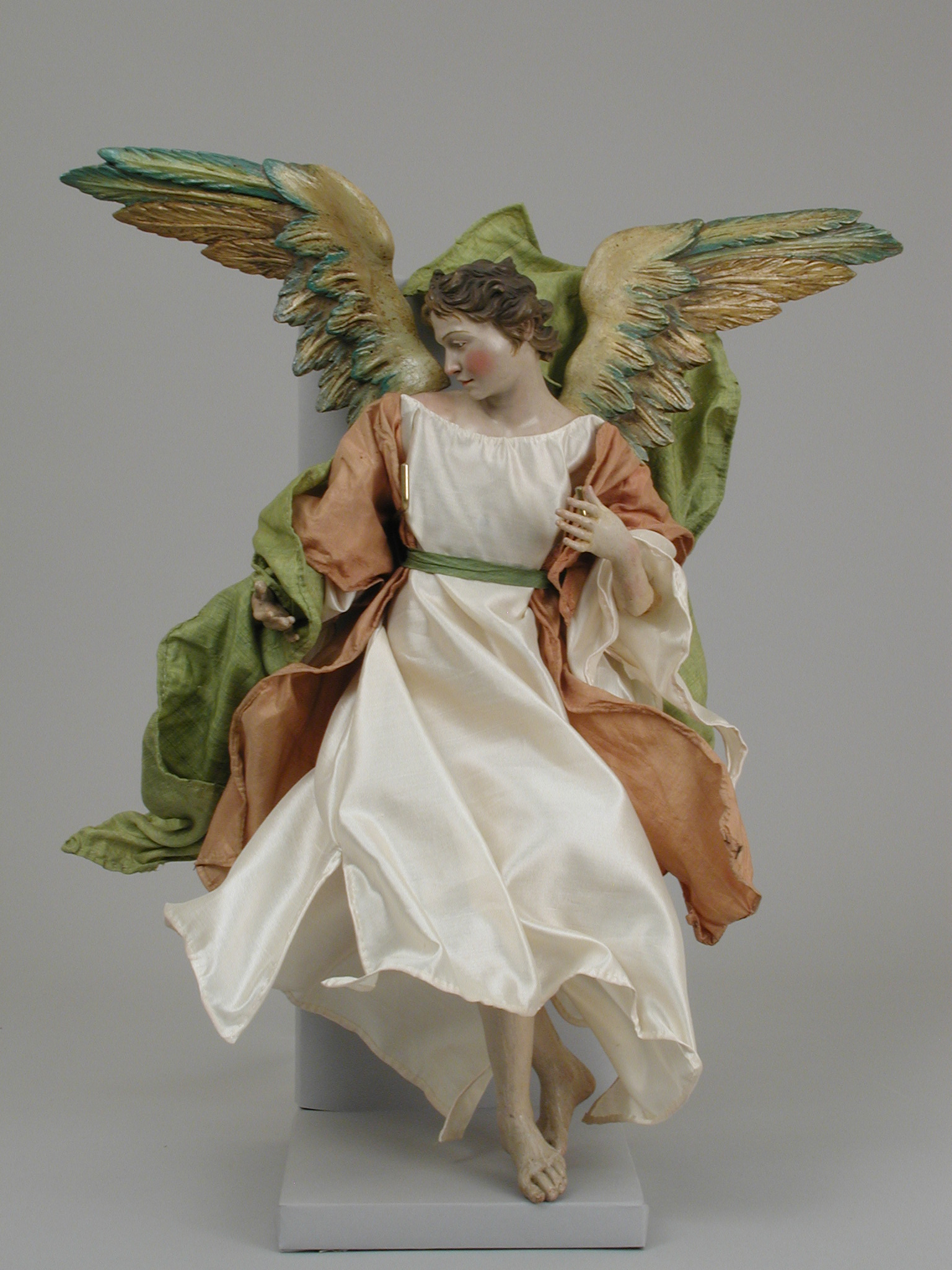
Lorenzo Mosca, Angelo Angel Metropolitan Museum

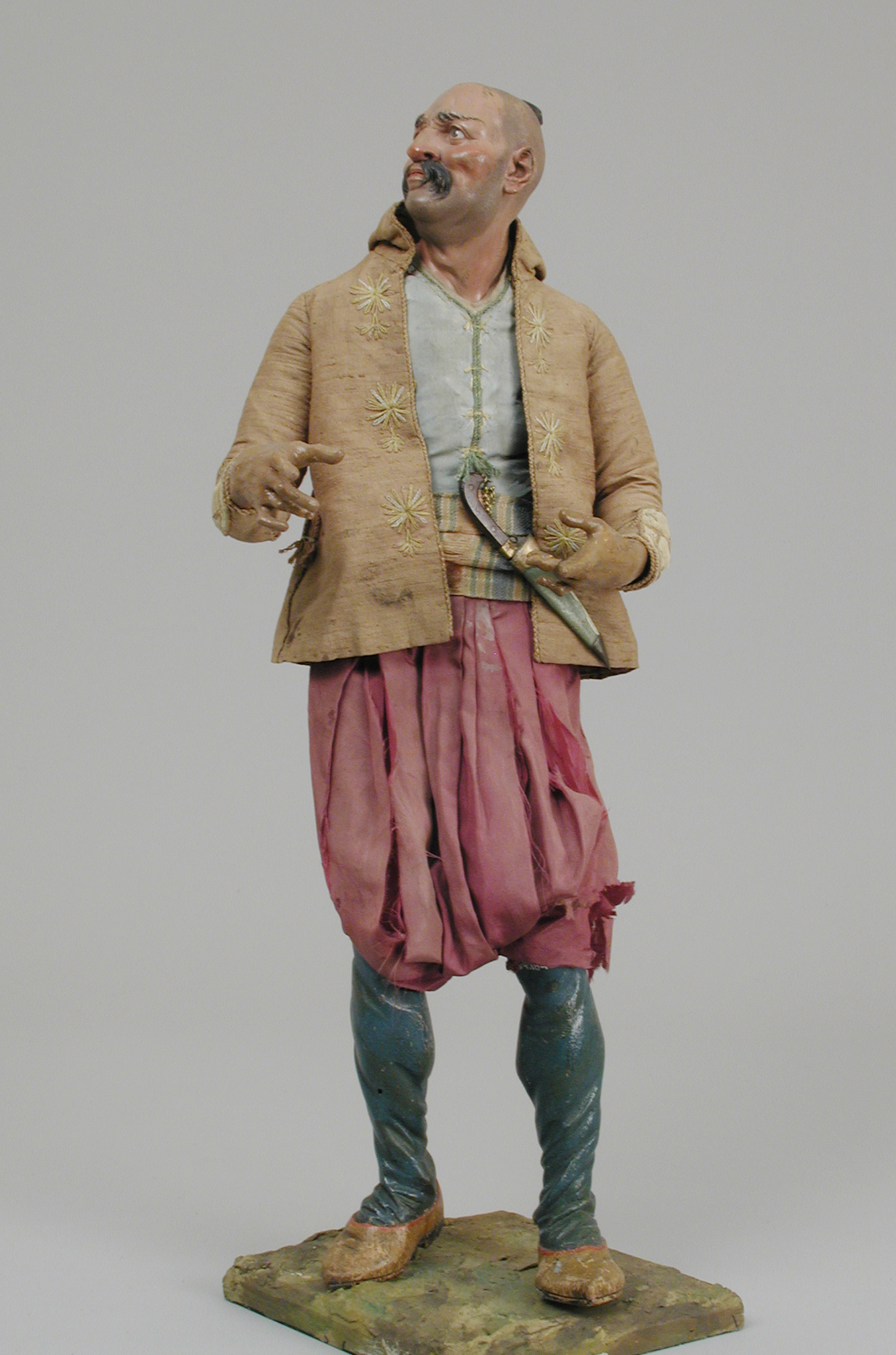
Lorenzo Mosca, Uno dei Re Magi MET

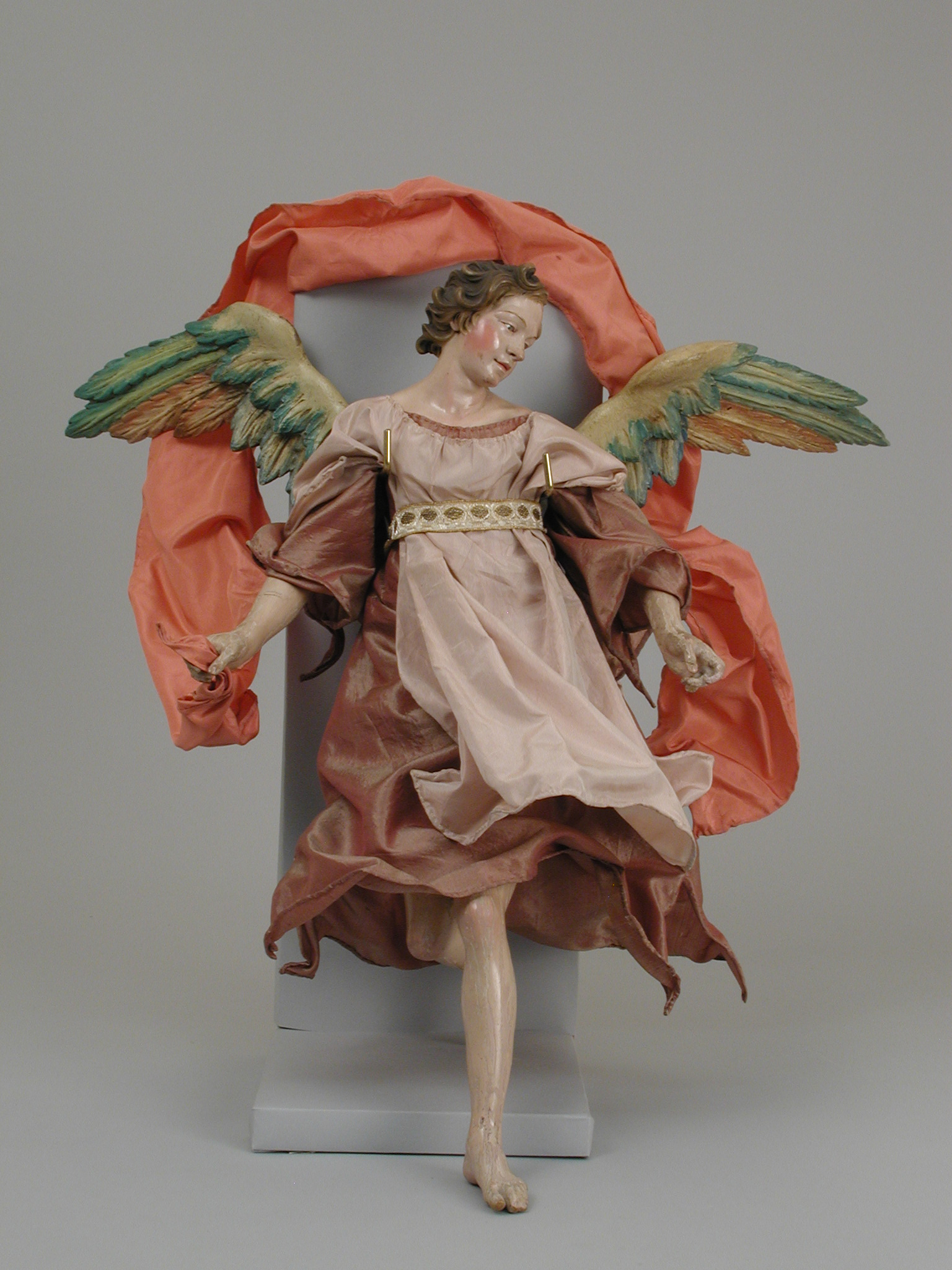
Lorenzo Mosca, Angelo MET

Lorenzo Mosca (... – 1789) è stato un militare e scultore, modellatore di statuine per presepi.

## Biografia
Lorenzo Mosca, di cui si hanno scarsissime notizie documentarie, era figlio di un plasticatore e organizzatore di presepi napoletani. Si hanno notizie della sua attività a partire dal 1760. Era un ufficiale che faceva servizio nell'archivio della Segreteria di Stato della Marina, con un emolumento di 15 ducati al mese. Aveva fatto un corso di disegno e come seconda attività scolpiva statuine per il presepe e ne organizzava la scena. Il corpo delle statuine lo realizzava in legno grezzo, mentre le mani, i piedi e il viso li faceva in ceramica colorata. A volte scolpiva nel legno anche braccia e gambe. Si ispirava, nella postura delle sue statuine, alle sculture di Matteo Bottiglieri. Si occupava, in particolare, della conservazione, restauro e della regia del presepe artistico del Duca di Chiara Calà. Lorenzo Mosca risulta in attività, presso l'archivio, ancora nel 1784, quando ottenne un aumento dello stipendio.
Realizzò anche statuine vestite con il costume tipico di differenti zone del Regno di Napoli. Gennaro Borrelli infatti afferma: «Il Perrone scrive che il Mosca cercò di riprodurre i vari tipi dei nostri paesi, specialmente di Procida, di Torre del Greco, di Terra di Lavoro, contado di Molise, Abruzzo e Calabria, conducendo, certamente, una indagine su modelli al vero, un fatto che gli consentì di cogliere quelle rapite espressioni che trasfuse nei suoi pastori folgorati dalla luce dell'angelo e dalla divina culla.»
Nel Presepe del Re, di proprietà del Banco di Napoli e che in qualche occasione è esposto nella cappella del Palazzo Reale di Napoli, ci sono molte statuine di Lorenzo Mosca.

### Opere in musei e in collezioni[6]
- Museo statale d'arte medievale e moderna (Arezzo)
  - Gruppo dei Re Magi con seguito
- Museo di San Martino (Napoli)[7]
  - Mandriano (sala 36, cm. 46) con braccia e gambe intagliate in legno
  - Giovane donna con cuffia bianca (sala 37, cm 40)
  - Vecchio borghese (sala 37, cm 42)
  - Vecchio e vecchia e Due orientali (sala 36) 1785-1789
- Museo nazionale bavarese
  - Tre Marie, appartenenti al gruppo Cristo deposto
  - Uomo sorridente (cm 48)
  - Donna borghese, firmata: Lorenzo Mosca  (cm 45)
  - Uomo borghese, firmato: Mosca 74
  - Una ragazzina, firmata: Mosca  (cm 37) 1785-1789
- Collezione A. Laino
  - Due orientali firmati: Mosca (cm 38)
  - Giovane uomo (cm 42) 1785-1789
  - Giovane circasso (cm 32)
- Collezione P. Perrone
  - Gruppo dei tre Re magi con scimitarre in filigrana d'argento dorata. 1765 circa.
  - Pastore della meraviglia con ragazzo
  - Deposizione dalla croce, undici figure nello scarabattolo (cm 50)
  - Pastore annunziante e Uomo di carattere (cm 48)
  - Suonatori orientali con loro capo banda, undici figure
  - Orientale circasso (cm 42)
- Collezione famiglia Catello e E. Catello
  - Mandriano (cm 48)
  - Pastore adorante (cm 40)
  - Ricco borghese, sul retro è scritto il nome della persona ritratta: D. Lorenzo Nigro (cm 42)
  - Vecchio ricco borghese (cm 42)
  - Uomo di mezzo carattere con mandolino e Uomo di mezzo carattere suonatore
  - Tre Re Magi
  - Pastore annunziante (cm 48) 1780 circa e Pastore annunziante (cm 42)
  - Vecchia nobile (cm 42) e Vecchia con il gozzo
  - Mandriano con berretto a zucca (cm 42)
  - Venditrice di castagne (cm 45)
  - Contadino (cm 42)
- Museo civico (Baranello)
  - Paggetto[8]